# Lutomia Górna
Lutomia Górna (niem. Leutmmannsdorf) – wieś w Polsce położona w województwie dolnośląskim, w powiecie świdnickim, w gminie Świdnica.

## Podział administracyjny
W latach 1973–1976 miejscowość była siedzibą gminy Lutomia. W latach 1975–1998 miejscowość administracyjnie należała do województwa wałbrzyskiego.

## Zabytki
Do wojewódzkiego rejestru zabytków wpisany jest:
- plebania ewangelicka, obecnie dom nr 174, z drugiej połowy XVIII w.

inne zabytki:
- wieża kościoła